# Minciuna (film din 1957)
Minciuna (titlul original: în cehă Snadný život) este un film dramatic cehoslovac, realizat în 1957 de regizorul Miloš Makovec, protagoniști fiind actorii Jiří Papež, Alena Martinovská, Soňa Danielová și Vladimír Menšík. 
Miloš Makovec a încercat să se inspire din viața tinerilor de atunci (anii 1950), dar punctul său de vedere a provocat controverse și a fost aspru criticat.
Acest film a inclus un vechi cântec ceh Dáme si do bytu (în română Să mergem la apartament), care a fost tăiat după intervenția cenzorilor.  Motivul scoaterii a fost comportamentul „huligan” din film a lui Josef Zíma și Jiří Suchý.

## Rezumat
Studentul universitar Boris Trojan este superficial și nesăbuit. El vrea să realizeze totul în cel mai ușor mod. Reușind să obțină o carte unică de specialitate în limba engleză despre teoria muzicii indiene, copiază din ea în timpul examenelor și la redactarea tezei de diplomă. O seduce pe Jana pe care o cunoaște la prietenul său Peter. Când o întâlnește pe Dáša, fiica influentului dr. Landy, nu ezită să mențină o relație cu ambele fete în același timp. Boris rupe legătura cu Petr din cauza Janei și a fraudei la examen și se mută din cămin ca subchiriaș la Jana. La început, Jana este vrăjită de cuvintele mari ale lui Boris și de „cunoștințele sale de expert”, dar treptat ajunge să-i cunoască adevărata natură. Într-o zi, Jana și Dáša se întâlnesc și își dau seama cât de fals este farmecul lui Boris. Dáša găsește o carte în limba engleză în camera subînchiriată lui. Își dă seama cum și-a câștigat reputația de expert și decide să-l informeze pe profesor iar Jana se întoarce la prietenii ei de la cămin.

## Distribuție
- Jiří Papež – studentul Boris Trojan
- Alena Martinovská – studenta cehă Jana
- Soňa Danielová – Dáša Landová, fiica doctorului Landa
- Ivo Palec – studentul Petr
- Vladimír Menšík – studentul Saxon
- Josef Zíma – studentul Michal
- Jana Hálová – studenta Máša, soția lui Michal
- Miloš Nedbal – profesorul Sandera, indolog
- Felix le Breux – dr. Landa, un oficial de la Ministerul Afacerilor Externe
- Hana Houbová – studenta Zdena
- Nelly Gaierová – Landová, soția doctorului Landy
- Eva Svobodová – doamna Karolina, portăreasa
- Gabriela Bártlová-Buddeusová – proprietara
- Vítězslav Černý – omul gras, beat
- Jarmil Škrdlant – bibliotecarul
- Giorgos Skalenakis – studentul vesel
- Jiří Suchý – studentul cu contrabas
- Františka Teuchnerová – bibliotecara